# Avant (Oklahoma)
Avant es un pueblo ubicado en el condado de Hughes en el estado estadounidense de Oklahoma. En el año 2010 tenía una población de 320 habitantes y una densidad poblacional de 266,67 personas por km².

## Geografía
Avant se encuentra ubicado en las coordenadas 36°29′19″N 96°3′41″O / 36.48861, -96.06139 (36.488660, -96.061403).

## Demografía
Según la Oficina del Censo en 2000 los ingresos medios por hogar en la localidad eran de $31,979 y los ingresos medios por familia eran $40,313. Los hombres tenían unos ingresos medios de $32,500 frente a los $16,250 para las mujeres. La renta per cápita para la localidad era de $12,995. Alrededor del 23.8% de la población estaban por debajo del umbral de pobreza.